# 34282 Applegate
34282 Applegate este o planetă minoră (asteroid) din centura de asteroizi. A fost descoperită pe 31 august 2000 la Experimental Test Site⁠(d) de Lincoln Near-Earth Asteroid Research. 
Obiectul prezintă o orbită caracterizată de o semiaxă mare de 2,7981013 UAi, o excentricitate de 0,05, o înclinație de 4,59329 ° în raport cu ecliptica.